# 아담 필흐

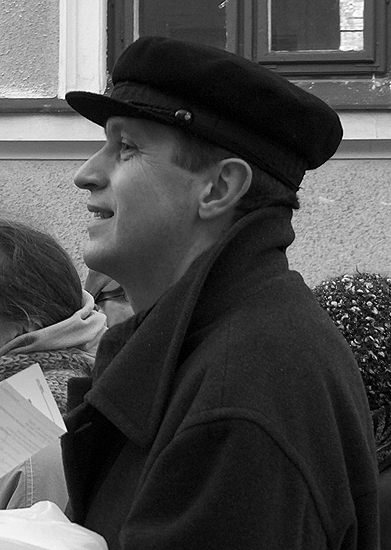
아담 필흐

아담 필흐(폴란드어: Adam Pilch, 1965년 6월 26일 ~ 2010년 4월 10일)는 폴란드의 루터교 성직자이자 대령이다.
2010년 4월 10일, 폴란드 공군 Tu-154 추락 사고로 사망하였다. 바르샤바에 소재한 에반젤리코 아우구스부르스키 묘지에 묻혔다. 필흐는 사후에 폴란드 재건국 훈장을 수훈받았다.